# Kai Wiesinger
Kai Wiesinger, född 16 april 1966 i Hannover, Niedersachsen, är en tysk skådespelare.

## Roller (urval)
- 1992 – Kleine Haie
- 1993 – Backbeat
- 1993 – Indiana Jones äventyr (TV-serie)
- 1994 – Den åtråvärde mannen
- 1997 – Comedian Harmonists
- 2001 – Emil och detektiverna
- 2001 – Mordet på Orientexpressen (TV-film)
- 2006 – Dresden (TV-film)
- 2015–2018 – Der Lack ist ab (TV-serie) (även manus och regi)